# Théoricon
Dans l'Athènes antique, le théoricon (en grec ancien : θεωρικόν / Théôrikón) est un fonds d'indemnité permettant aux citoyens pauvres de la cité d'assister aux représentations théâtrales ou d'accéder aux sanctuaires lors des festivités religieuses — particulièrement lors des Dionysies — et d'ainsi participer aux célébrations à travers lesquelles la cité affirme son identité démocratique.
Cette indemnité se transforme progressivement en une allocation de secours pour les citoyens les plus démunis, permettant de maintenir un relatif équilibre social de la cité jusqu'à la chute de la démocratie athénienne.

## Origine
Le théoricon est attesté au IVe siècle av. J.-C., mais c'est probablement dès l'époque de Périclès, un siècle plus tôt, que cette indemnité est instituée, pendant religieux du misthos (indemnité) rémunérant déjà les citoyens pauvres afin qu'ils puissent assurer certaines charges publiques ou les rétribuant pour leur présence aux séances du tribunal puis au sein de l'Héliée et de la Boulê, dans une mesure qui renforce le caractère démocratique du régime athénien. Plutarque cite ainsi l'institution par Périclès de théorica dans laquelle le theôrikón puise vraisemblablement ses origines.

## Transformation sous la magistrature d'Euboulos
Sous la magistrature d'Euboulos, entre 356 et 346, dans le cadre plus vaste de profondes réformes financières visant à tenter de restructurer les finances d'Athènes, définitivement privée des ressources de son hégémonie égéenne après la guerre sociale, cette caisse reçoit les excédents budgétaires de la cité versés auparavant dans les fonds militaires, le stratiôtikon.
Euboulos crée notamment un collège de préposés au théoricon élus pour quatre ans ; c'est une des rares magistratures pluriannuelles d'Athènes. Cette caisse reçoit ainsi de plus en plus d'argent et permet la construction de nouveaux monuments. Euboulos fait par ailleurs en sorte que quiconque propose le transfert des excédents vers la caisse militaire soit jugé par les citoyens.

## Rôle de Démosthène
Certains athéniens comme Démosthène voient dans la montée en puissance de Philippe II un danger majeur pour la cité et veulent réagir en donnant la priorité aux dépenses militaires. En 349, Démosthène, à travers ses trois Olynthiennes destinées à convaincre les citoyens athéniens de secourir Olynthe assiégée par Philippe, évoque la suppression du transfert de ces excédents de la caisse du théoricon au profit de la caisse militaire, le stratioticon. Cette première tentative échoue et ce n'est qu'en 339 que le transfert s'opère.